# Княжево (муниципальный округ Егорьевск)
Кня́жево — деревня в муниципальном округе Егорьевск Московской области России.

## География
Деревня Княжево расположена в восточной части муниципального округа Егорьевск, примерно в 20 километрах к юго-востоку от города Егорьевск. Через деревню протекает река Белавинка. Высота над уровнем моря 127 метров.

## Название
В письменных источниках упоминается как село Княж (1548 год), с 1770 года — Княжево. Село основано князьями Засекиными на их землях и названо по их титулу.

## История

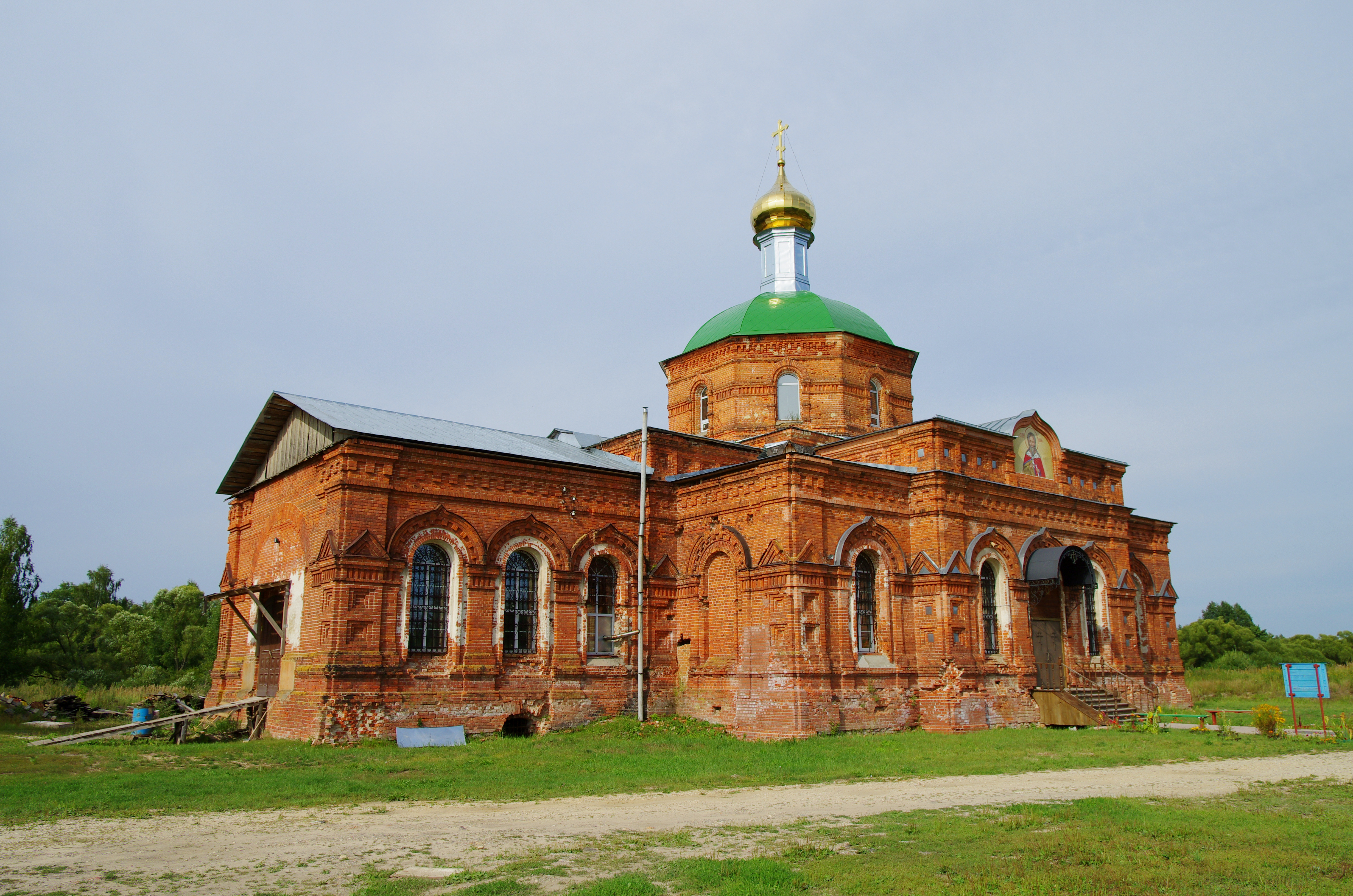
Церковь Покрова Пресвятой Богородицы в Княжево

До отмены крепостного права в России жители села относились к разряду государственных крестьян. После 1861 года село вошло в состав Парыкинской волости Егорьевского уезда.
В 1926 году село входило в Княжевский сельсовет Починковской волости Егорьевского уезда.
До 1994 года Княжево входило в состав Полбинского сельсовета Егорьевского района, в 1994—2004 годы — Полбинского сельского округа, а в 2004—2006 годы — Подрядниковского сельского округа.
До 2015 года входила в состав сельского поселения Юрцовское.
В 2015 году вошла в состав городского округа Егорьевск, образованного в том же году путем упразднения Егорьевского района и объединения всех его поселений в единый городской округ.

## Демография
В 1885 году в селе проживало 458 человек, в 1905 году — 615 человек (305 мужчин, 310 женщин), а в усадьбе церковного причта — 25 человек (9 мужчин, 16 женщин), в 1926 году — 508 человек (213 мужчин, 295 женщин). По переписи 2002 года — 26 человек (11 мужчин, 15 женщин). Население — 21 человек (2010).
| 1859 | 1868 | 1885 | 1905 | 1926 | 2002 | 2006 |
| ---- | ---- | ---- | ---- | ---- | ---- | ---- |
| 317  | ↗447 | ↗458 | ↗640 | ↘508 | ↘26  | ↘18  |
| 2010 |      |      |      |      |      |      |
| ↗21  |      |      |      |      |      |      |